# Eleição para mesa diretora do Senado Federal do Brasil em 2019
A eleição da mesa diretora do Senado Federal do Brasil ocorreu nos dias 2, 3 e 6 de fevereiro de 2019, e resultou na eleição do presidente e de dois vice-presidentes, dos cargos de 1º, 2º, 3º e 4º Secretário da mesa e dos seus respectivos suplentes, que ficaram no cargo até fevereiro de 2021.
A eleição para a presidência do Senado Federal ocorreu entre os dias 2 e 3 de fevereiro, e elegeu Davi Alcolumbre para a sucessão de Eunício Oliveira ao cargo. O presidente e os demais cargos da Mesa Diretora são eleitos com a maioria absoluta dos votos (ou seja, 50% mais um dos votos válidos). 
Considerada uma das eleições mais tumultuadas e concorridas desde a redemocratização, teve nove candidatos a princípio, porém três renunciaram antes do início do escrutínio. Concorreram os senadores Ângelo Coronel (PSD-BA), Fernando Collor (PROS-AL), Davi Alcolumbre (DEM-AP), Reguffe (sem partido/DF) e Renan Calheiros (MDB-AL), sendo que este último também renunciou antes da realização do pleito.

## Contexto
A sessão preparatória para a eleição da presidência da Casa, prevista para o dia 2 de fevereiro de 2019, foi tumultuada desde o seu início. Um movimento pela realização do pleito com o voto aberto exercia certa pressão favorável entre os senadores, algo que até então não era previsto pelo Regimento Interno do Senado. Davi Alcolumbre possuía o direito de conduzir a sessão por ser o único membro remanescente da Mesa Diretora, e acabou a presidindo, mesmo sendo um dos principais candidatos, e isto levantou certos questionamentos por parte dos senadores sobre a legitimidade de Alcolumbre para conduzí-la. Senadores contrários a condução da sessão pelo mesmo afirmavam que isto seria um conflito de interesses que favoreceria a sua própria candidatura, e assim, exigiram que Alcolumbre saísse da presidência e oferecesse o espaço a José Maranhão, o senador mais velho da casa. Todavia, o mesmo se recusou a deixar o cargo e prosseguiu os trabalhos da sessão preparatória.[carece de fontes?]
Quando Alcolumbre acatou uma questão de ordem aprovada pelo Plenário (por 50 votos a 2), referente ao voto aberto, isto acabou gerando reações raivosas entre aliados de Renan Calheiros e até mesmo, acaloradas, como a da senadora Kátia Abreu (PDT-TO), crítica do voto aberto, e que, insatisfeita com os rumos da sessão, tomou a pasta que continha as questões de ordem referente a sessão e não quis devolvê-la. Diante de tantos questionamentos e a impossibilidade de realizar o escrutínio naquela noite, Alcolumbre decidiu suspender a sessão até a manhã do dia seguinte e cedeu seu espaço a José Maranhão, com a condição de que ele respeitasse a decisão soberana do plenário em relação ao voto aberto. 
Na mesma madrugada, o MDB, liderado por aliados de Renan Calheiros (que rejeitavam a questão do voto aberto), entraram no STF com uma ação para reverter a decisão do plenário que determinava a aplicação do voto aberto durante o pleito. Dias Toffoli atendeu o pedido e determinou que a votação fosse secreta (com base no Regimento Interno) e também a condução de José Maranhão para presidir a sessão. Diversos senadores questionaram a decisão do Supremo, que afirmaram ser uma intervenção indevida do poder Judiciário. 
Apesar da votação ter continuado secreta, uma decisão do Plenário introduziu a votação por meio de cédulas de papel, e não da forma eletrônica, como era desejado por senadores que defendiam o voto fechado. Isto permitiu que os parlamentares pudessem expôr os seus votos a seus eleitores de uma forma transparente. Durante a realização do pleito, 82 cédulas de votação foram contabilizadas, sendo que o número total de senadores era 81. Isso levantou questionamentos sobre suspeitas de fraude e fez com que a votação fosse realizada novamente. 

## Candidatos
Originalmente, haviam sido confirmados nove candidatos ao pleito. Renan Calheiros (MDB/AL), Major Olímpio (PSL/SP), Alvaro Dias (PODE/PR), Simone Tebet (MDB/MS), Davi Alcolumbre (DEM/AP), Reguffe (sem partido/DF), Esperidião Amin (PP/SC), Angelo Coronel (PSD/BA) e Fernando Collor de Mello (PROS/AL). Em nome de uma união de forças para derrotar Renan, que até aquele momento era um dos candidatos mais fortes à recondução da presidência, os senadores Alvaro Dias, Simone Tebet e Major Olímpio decidem retirar as suas candidaturas e apoiar abertamente o candidato Davi Alcolumbre.[carece de fontes?]
Renan Calheiros desiste de sua candidatura durante a realização do pleito, diante da decisão dos senadores do PSDB e de Flávio Bolsonaro em abrir o voto a seus eleitores, o que abriu caminho para uma vitória de Alcolumbre no primeiro turno. 

## Resultados

### Presidente
| Candidato       | Número de Votos | Partido     | UF               | %             |
| --------------- | --------------- | ----------- | ---------------- | ------------- |
| Davi Alcolumbre | 42              | DEM         | Amapá            | 51,85%        |
| Esperidião Amin | 13              | PP          | Santa Catarina   | 16,04%        |
| Ângelo Coronel  | 8               | PSD         | Bahia            | 9,87%         |
| Reguffe         | 6               | Sem partido | Distrito Federal | 7,40%         |
| Renan Calheiros | 5               | MDB         | Alagoas          | 6,17%         |
| Fernando Collor | 3               | PROS        | Alagoas          | 3,70%         |
| Ausentes        | 4               | -           | -                | 4,93%         |
| TOTAL           | 77 / 81         | -           | -                | 95,06% / 100% |

| Partido | Partido        | Candidato  | Votos | Votos (%) |
| ------- | -------------- | ---------- | ----- | --------- |
|         | DEM-AP         | Alcolumbre | 42    | 51,85%    |
|         | PP-SC          | Espiridião | 13    | 16,05%    |
|         | PSD-BA         | Coronel    | 8     | 9,88%     |
|         | Sem Partido-DF | Reguffe    | 6     | 7,41%     |
|         | MDB-AL         | Renan      | 5     | 6,17%     |
|         | PROS-AL        | Collor     | 3     | 3,7%      |
|         | —              | Abstenções | 4     | 4,94%     |
| Totais  | Totais         | Totais     | 81    |           |

### 1º Vice-presidente
| Candidato         | Número de Votos | Partido | UF           | %             |
| ----------------- | --------------- | ------- | ------------ | ------------- |
| Antonio Anastasia | 72              | PSDB    | Minas Gerais | 88,88%        |
| Abstenções        | 3               | -       | -            | 3,70%         |
| Votos contrários  | 2               | -       | -            | 2,46%         |
| TOTAL             | 77 / 81         | -       | -            | 95,06% / 100% |

### 2º Vice-presidente
| Candidato        | Número de Votos | Partido | UF                | %             |
| ---------------- | --------------- | ------- | ----------------- | ------------- |
| Lasier Martins   | 72              | PODE    | Rio Grande do Sul | 88,88%        |
| Abstenções       | 3               | -       | -                 | 3,70%         |
| Votos contrários | 2               | -       | -                 | 2,46%         |
| TOTAL            | 77 / 81         | -       | -                 | 95,06% / 100% |

### 1º Secretário
| Candidato        | Número de Votos | Partido | UF   | %             |
| ---------------- | --------------- | ------- | ---- | ------------- |
| Sérgio Petecão   | 72              | PSD     | Acre | 88,88%        |
| Abstenções       | 3               | -       | -    | 3,70%         |
| Votos contrários | 2               | -       | -    | 2,46%         |
| TOTAL            | 77 / 81         | -       | -    | 95,06% / 100% |

### 2º Secretário
| Candidato        | Número de Votos | Partido | UF        | %             |
| ---------------- | --------------- | ------- | --------- | ------------- |
| Eduardo Gomes    | 72              | MDB     | Tocantins | 88,88%        |
| Abstenções       | 3               | -       | -         | 3,70%         |
| Votos contrários | 2               | -       | -         | 2,46%         |
| TOTAL            | 77 / 81         | -       | -         | 95,06% / 100% |

### 3º Secretário
| Candidato        | Número de Votos | Partido | UF             | %             |
| ---------------- | --------------- | ------- | -------------- | ------------- |
| Flávio Bolsonaro | 72              | PSL     | Rio de Janeiro | 88,88%        |
| Abstenções       | 3               | -       | -              | 3,70%         |
| Votos contrários | 2               | -       | -              | 2,46%         |
| TOTAL            | 77 / 81         | -       | -              | 95,06% / 100% |

### 4º Secretário
| Candidato          | Número de Votos | Partido | UF                | %             |
| ------------------ | --------------- | ------- | ----------------- | ------------- |
| Luis Carlos Heinze | 72              | PP      | Rio Grande do Sul | 88,88%        |
| Abstenções         | 3               | -       | -                 | 3,70%         |
| Votos contrários   | 2               | -       | -                 | 2,46%         |
| TOTAL              | 77 / 81         | -       | -                 | 95,06% / 100% |